# أساسيات معاملة السجناء
اعتمدت المبادئ الأساسية لمعاملة السجناء
ونشرت علي الملأ بموجب قرار الجمعية العامة للأمم المتحدة
45/111 المؤرخ في 14 كانون الأول/ديسمبر   1990.
يعامل كل السجناء بما يلزم من الاحترام لكرامتهم المتأصلة وقيمتهم كبشر.
لا يجوز التمييز بين السجناء على أساس العنصر أو اللون، أو الجنس أو اللغة أو الدين، أو الرأي السياسي أو غير السياسي، أو الأصل القومي أو الاجتماعي، أو الثروة، أو المولد أو أي وضع آخر.
باستثناء القيود التي من الواضح أن عملية السجن تقتضيها، يحتفظ كل السجناء بحقوق الإنسان والحريات الأساسية المبينة في الإعلان العالمي لحقوق الإنسان، وحيث تكون الدولة المعنية طرفا، في العهد الدولي الخاص بالحقوق الاقتصادية والاجتماعية والثقافية، والعهد الدولي الخاص بالحقوق المدنية والسياسية، وبروتوكوله الاختياري، وغير ذلك من الحقوق المبينة في عهود أخرى للأمم المتحدة.
يحق لكل السجناء أن يشاركوا في الأنشطة الثقافية والتربوية الرامية إلى النمو الكامل للشخصية البشرية.
يضطلع بجهود لإلغاء عقوبة الحبس الانفرادي أو للحد من استخدامها وتشجع تلك الجهود.
تحمي المادة 1 كرامة الإنسان بشكل أساسي . المادة 2 تحظر التمييز بين السجناء .